# Diadema savignyi
Diadema savignyi is een zee-egel uit de familie Diadematidae. De wetenschappelijke naam van de soort werd in 1829 gepubliceerd door Jean Victor Audouin. Het is vernoemd naar de Franse zoöloog Marie Jules César Savigny, die veel nieuwe mariene soorten uit de Middellandse Zee en de Rode Zee beschreef.

## Beschrijving

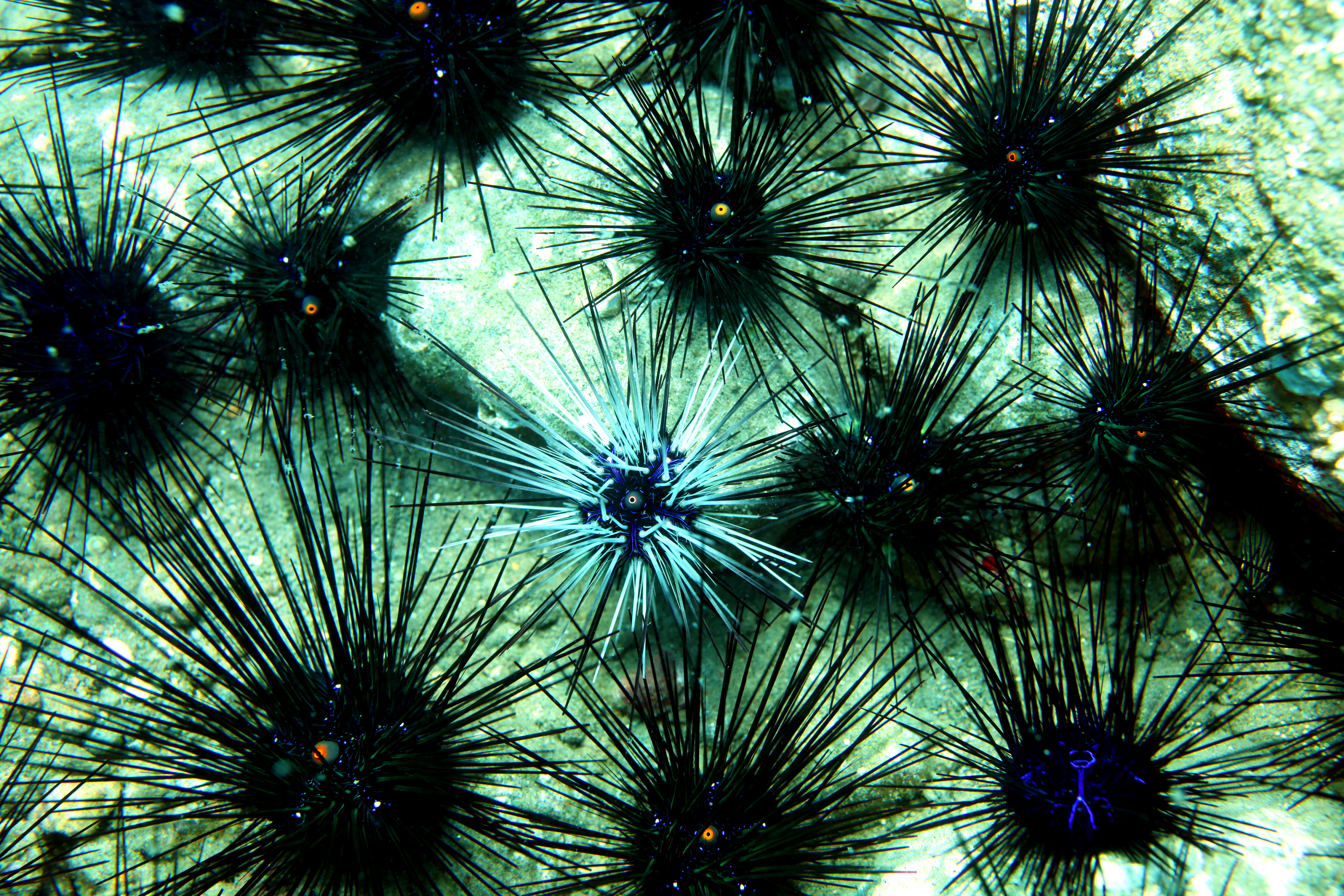
De soorten Diadema savignyi en Diadema setosum leven naast elkaar.

De zee-egel heeft een zwart bolvormig licht afgeplat kalkskelet met een diameter van ongeveer 9 centimeter. De broze stekels bevinden zich in groepjes op het kalkskelet en zijn dun en hol. Ze kunnen 25 centimeter lang worden. De stekels hebben meestal een zwarte kleur, maar kunnen ook grijs, donkerbruin of paars zijn. Bij jonge zee-egels kunnen de stekels gestreept zijn met donkere en lichtere tinten. Ook geheel witte zee-egels van deze soort komen soms voor.
De soort lijkt veel op de nauw verwante diadeemzee-egel (Diadema setosum) en is met deze soort sympathrisch. Beide soorten leven naast elkaar in hetzelfde gebied en komen veel met elkaar in aanraking. In tegenstelling tot de diadeemzee-egel heeft de Diadema savignyi iriserende groene of blauwe lijnen in de interambulacraalvelden en rond de periproct, het kegelvormige gedeelte rond de anus. Sommige individuen hebben aan de aborale zijde bleke vlekken op de bovenste uiteinden van de interambulacraalvelden. De soort heeft geen oranje ring rond de periproct, zoals de diadeemzee-egel wel heeft.

## Verspreiding en leefgebied
De soort wordt aangetroffen in de Indische Oceaan en de Grote Oceaan. Het leefgebied strekt zich uit langs de gehele Oost-Afrikaanse kust en de Rode Zee tot in Japan, Frans-Polynesië, Hawaï en naar het zuiden tot bij Nieuw-Caledonië en het noorden van Australië. De soort wordt aangetroffen op gemengde bodems van zand, rots of koraal, vooral in gebieden die zijn verstoord door stormen of andere natuurlijke oorzaken. De soort kan leven tot ongeveer 70 meter diepte.